# 200 mètres brasse masculin aux championnats du monde de natation 2024
Cet article traite de l'épreuve masculine. Pour la compétition féminine, voir 200 mètres brasse féminin aux championnats du monde de natation 2024.
Le 200 mètres brasse masculin est une épreuve de natation sportive des championnats du monde de natation 2024. Elle a lieu les 15 et 16 février 2024 à Doha au Qatar.

## Records
Avant cette compétition, les records dans cette discipline étaient :
| Record du monde       | 2 min 5 s 48 | Qin Haiyang | 28 juillet 2023 | Fukuoka, Japon |
| Record du championnat | 2 min 5 s 48 | Qin Haiyang | 28 juillet 2023 | Fukuoka, Japon |

## Résultats détaillés
Les 16 meilleurs temps se qualifient pour les demi-finales (Q), puis les 8 meilleurs demi-finalistes passent en finale (F).

### Séries
| Rang | Série | Ligne | Nageur             | Pays           | Temps   | Commentaire |
| ---- | ----- | ----- | ------------------ | -------------- | ------- | ----------- |
| 1    | 2     | 3     | Matti Mattsson     | Finlande       | 2:09.15 | Q           |
| 2    | 4     | 2     | Lyubomir Epitropov | Bulgarie       | 2:10.57 | Q           |
| 3    | 3     | 3     | Ikuru Hiroshima    | Japon          | 2:10.73 | Q           |
| 4    | 4     | 4     | Caspar Corbeau     | Pays-Bas       | 2:10.85 | Q           |
| 5    | 2     | 5     | Erik Persson       | Suède          | 2:10.94 | Q           |
| 6    | 3     | 5     | Nic Fink           | États-Unis     | 2:11.00 | Q           |
| 7    | 3     | 4     | Dong Zhihao        | Chine          | 2:11.13 | Q           |
| 8    | 4     | 5     | Arno Kamminga      | Pays-Bas       | 2:11.22 | Q           |
| 9    | 2     | 4     | Jake Foster        | États-Unis     | 2:11.27 | Q           |
| 10   | 3     | 2     | Maksym Ovchinnikov | Ukraine        | 2:11.55 | Q           |
| 11   | 2     | 2     | Adam Chillingworth | Hong Kong      | 2:11.98 | Q           |
| 12   | 3     | 6     | Denis Petrashov    | Kirghizistan   | 2:12.23 | Q           |
| 13   | 4     | 6     | James Dergousoff   | Canada         | 2:12.34 | Q           |
| 14   | 2     | 7     | Lee Sang-hoon      | Corée du Sud   | 2:12.43 | Q           |
| 15   | 4     | 3     | Miguel de Lara     | Mexique        | 2:12.50 | Q           |
| 16   | 2     | 6     | Carles Coll Martí  | Espagne        | 2:12.72 | Q           |
| 17   | 4     | 1     | Eoin Corby         | Irlande        | 2:13.10 |             |
| 18   | 3     | 1     | Vojtěch Netrh      | Tchéquie       | 2:13.83 |             |
| 19   | 4     | 7     | Andrius Šidlauskas | Lituanie       | 2:14.28 |             |
| 20   | 4     | 8     | Xavier Ruiz        | Porto Rico     | 2:14.71 |             |
| 21   | 3     | 8     | Daniils Bobrovs    | Lettonie       | 2:15.25 |             |
| 22   | 2     | 8     | Matthew Randle     | Afrique du Sud | 2:16.10 |             |
| 23   | 3     | 0     | Denis Svet         | Moldavie       | 2:16.98 |             |
| 24   | 4     | 0     | Vicente Villanueva | Chili          | 2:17.45 |             |
| 25   | 3     | 7     | Phạm Thanh Bảo     | Viêt Nam       | 2:18.58 |             |
| 26   | 2     | 0     | Liam Davis         | Zimbabwe       | 2:18.89 |             |
| 27   | 4     | 9     | Giacomo Casadei    | Saint-Marin    | 2:19.60 |             |
| 28   | 1     | 6     | Abobakr Abass      | Soudan         | 2:20.80 |             |
| 29   | 1     | 5     | Saud Ghali         | Bahreïn        | 2:21.94 |             |
| 30   | 2     | 9     | Jacob Story        | Îles Cook      | 2:22.66 |             |
| 31   | 2     | 1     | Jorge Murillo      | Colombie       | 2:22.90 |             |
| 32   | 1     | 4     | Luis Weekes        | Barbade        | 2:32.02 |             |
| 33   | 3     | 9     | Jonathan Chung     | Maurice        | 2:26.00 |             |
| 34   | 1     | 3     | Caio Lobo          | Mozambique     | 2:29.27 |             |

### Demi-finales
| Rang | Série | Ligne | Nageur             | Pays         | Temps   | Commentaire |
| ---- | ----- | ----- | ------------------ | ------------ | ------- | ----------- |
| 1    | 2     | 2     | Jake Foster        | États-Unis   | 2:08.78 | F           |
| 2    | 2     | 6     | Dong Zhihao        | Chine        | 2:09.16 | F           |
| 3    | 1     | 5     | Caspar Corbeau     | Pays-Bas     | 2:09.34 | F           |
| 4    | 2     | 4     | Matti Mattsson     | Finlande     | 2:09.43 | F           |
| 4    | 2     | 5     | Ikuru Hiroshima    | Japon        | 2:09.43 | F           |
| 6    | 1     | 3     | Nic Fink           | États-Unis   | 2:09.87 | F           |
| 7    | 2     | 3     | Erik Persson       | Suède        | 2:10.04 | F           |
| 8    | 1     | 6     | Arno Kamminga      | Pays-Bas     | 2:10.30 | F           |
| 9    | 1     | 8     | Carles Coll Martí  | Espagne      | 2:10.77 |             |
| 10   | 1     | 7     | Denis Petrashov    | Kirghizistan | 2:10.81 |             |
| 11   | 1     | 4     | Lyubomir Epitropov | Bulgarie     | 2:10.89 |             |
| 12   | 1     | 2     | Maksym Ovchinnikov | Ukraine      | 2:11.82 |             |
| 13   | 1     | 1     | Lee Sang-hoon      | Corée du Sud | 2:11.87 |             |
| 14   | 2     | 7     | Adam Chillingworth | Hong Kong    | 2:12.14 |             |
| 15   | 2     | 8     | Miguel de Lara     | Mexique      | 2:12.58 |             |
| 16   | 2     | 1     | James Dergousoff   | Canada       | 2:12.59 |             |

### Finale
| Rang               | Ligne | Nageur          | Pays       | Temps         |
| ------------------ | ----- | --------------- | ---------- | ------------- |
| Médaille d'or      | 5     | Dong Zhihao     | Chine      | 2 min 7 s 94  |
| Médaille d'argent  | 3     | Caspar Corbeau  | Pays-Bas   | 2 min 8 s 24  |
| Médaille de bronze | 7     | Nic Fink        | États-Unis | 2 min 8 s 85  |
| 4                  | 4     | Jake Foster     | États-Unis | 2 min 9 s 31  |
| 5                  | 2     | Ikuru Hiroshima | Japon      | 2 min 9 s 37  |
| 6                  | 6     | Matti Mattsson  | Finlande   | 2 min 9 s 80  |
| 7                  | 8     | Arno Kamminga   | Pays-Bas   | 2 min 10 s 06 |
| 8                  | 1     | Erik Persson    | Suède      | 2 min 10 s 21 |